# Havarijní pojištění
Havarijní pojištění (často označováno pojišťovnami jako kasko). Na rozdíl od povinného ručení, tedy pojištění odpovědnosti z provozu vozidla, se jedná o dobrovolné smluvní pojištění. Základní pojištění se sjednává pro minimalizaci rizik na vozidle či jeho části pro pojistná nebezpečí typu havárie, odcizení, vandalismu či živelních události (označováno jako All Risk) nebo pouze pro ochranu některých z výše uvedených (např. pouze havárie či pouze odcizení). V pojistných podmínkách či v samotné pojistné smlouvě nalezneme případy, pro které toto pojištění platí.

## Doplňkové pojištění
Podobně jako u povinného ručení si i u tohoto pojištění můžeme vybrat z celé škály doplňkových připojištění. Jako jedny z nejdůležitějších a často nejvyužívanějších jsou zřejmě asistenční služby, pojištění zavazadel či pojištění skel. Doplňkové pojištění lze sjednat pouze k vozidlu uvedenému v pojistné smlouvě, a to společnou pojistnou smlouvou. Tato doplňková pojištění nelze sjednat samostatně. Platnost doplňkových pojištění je shodná s platností smlouvy pojištěného vozidla, se kterým byla sjednána, a to také platí pro územní platnost doplňkových pojištění.

## Základní pojištění
Základní pojištění se vztahuje na pojistné události, které během trvání pojištění nastanou na území států, ležících na geografickém území Evropy, pokud v pojistné smlouvě není uvedeno jinak. Pojistnou událostí je nahodilá skutečnost blíže označená v pojistné smlouvě nebo ve zvláštním předpisu, na který se pojistná smlouva odvolává, a se kterou je spojen vznik povinnosti pojistitele poskytnout pojistné plnění. Za pojistnou událost jsou považovány i případy poškození, zničení nebo odcizení pojištěné věci, kterým pojištění nebo oprávněný uživatel pojištěného vozidla prokazatelně nemohl zabránit a které vznikly v příčinné souvislosti s pojistnou události. Za nahodilou skutečnost se nepovažuje skutečnost způsobená pojistným nebezpečím, které je důsledkem úmyslného jednání nebo opomenutí pojistníka, pojištěného, oprávněné osoby, osob jim blízkých nebo jiné osoby z podnětu těchto osob.
Havarijní pojištění tak kryje škody vzniklé následkem:
- zapříčiněné havárie pojištěného vozidla
- odcizení vozu, nebo jeho části
- poškození pojištěného vozu živelní událostí
- vandalismu na pojištěném voze

## Pojistné plnění
Pojistné plnění z havarijního pojištění ovšem pojistník nemůže vymáhat kdykoli. Pojistitel nevyplatí plnění za předpokladu, že vozidlo řídila nezletilá osoba nebo osoba bez řidičského oprávnění, popřípadě způsobilá osoba, která je pod vlivem alkoholu a návykových látek. Pro nevyplacení pojistného plnění stačí pojistiteli i pouhé odmítnutí lékařského vyšetření na tyto látky. Pojistitel nebude vyplácet pojistné plnění ani pokud došlo k poškození vozidla v důsledku jaderné reakce, válečných události, chyby konstrukce, vady materiálu nebo výrobní vady pojištěné věci. Pojistitel nebude poskytovat pojistné plnění ani v případě, kdy dojde k pojistné události na pojištěném vozidle v případě použití vozidla k trestné činnosti osobou pojistníka, pojištěného nebo jiné oprávněné osoby.
Pojistné plnění je poskytnuto v tuzemské měně, a to do 15 dnů od ukončení šetření. Šetření je skončeno, jakmile pojistitel sdělí jeho výsledky oprávněné osobě. V případě odcizení nebo totální škodě na vozidle, pojistitel vyplatí částku odpovídající obvyklé ceně pojištěného vozidla a jeho výbavy v České republice bezprostředně před pojistnou událostí.

## Povinnosti pojistníka
Jako jedna z povinností pojistníka je placení pojistného. Výše pojistného stanovená podle sazebníku pojišťovny platného ke dni uzavření pojistné smlouvy je uvedena v pojistné smlouvě. Pojišťovna je povinna nově stanovenou výši pojistného sdělit pojistníkovi nejpozději ve lhůtě 2 měsíců před splatností pojistného za pojistné období, ve kterém se má výše pojistného změnit. Jako další povinnosti pojistníka lze uvést např.: odpovědět pravdivě na všechny dotazy pojistitele, oznámit bez zbytečného odkladu všechny změny týkající se údajů v pojistné smlouvě, uvést další pojistitele vozidla, pokud takoví jsou, před sjednáním pojištění i během jeho trvání umožnit pojistiteli zjištění technického stavu a vlastnických práv k němu aj.

## Povinnosti pojistitele
Kromě povinností stanovených předpisy má pojistitel dále tyto povinnosti: na žádost pojistníka sdělit zásady pro stanovení výše pojistného, bez zbytečného odkladu zahájit šetření nutné ke zjištění rozsahu povinnosti pojistitele plnit a toto šetření ukončit do 3 měsíců po tom, co událost byla oznámena pojistiteli aj.

## Výluky z havarijního pojištění
Havarijní pojištění obsahuje řadu výluk, při jejichž naplnění pojišťovna škodu neuhradí. Jelikož havarijní pojištění není upraveno zákonem, možné výluky se u jednotlivých pojišťoven mohou lišit. V následující tabulce je srovnání obdobné situace, kdy v jednom případě se jedná o pojistnou událost, ve druhém o výluku z pojištění.
| Pojistná událost                                                     | Výluka z pojištění                                                                                             |
| -------------------------------------------------------------------- | --- |
| Při parkování odřete nárazník vozu.                                  | Nárazník vozu podlehne korozi.                                                                                 |
| V důsledku havárie přestane fungovat elektrické otevírání okna.      | Elektrické otevírání okna nepracuje správně následkem nesprávné manipulace.                                    |
| Váš syn s čerstvým řidičským oprávněním nabourá pojištěný automobil. | Automobil nabourá osoba bez řidičského oprávnění.                                                              |
| K havárii dojde ve chvíli, kdy vezete babičku na nákup.              | K havárii dojde ve chvíli, kdy provozujete taxi službu a tento účel použití vozidla nemáte uvedený ve smlouvě. |
| Vozidlo poškrábe neznámý vandal.                                     | Vozidlo úmyslně poškodíte sám.                                                                                 |
| Narazíte do svodidel v důsledku únavy.                               | Narazíte do svodidel po požití alkoholu, nebo jiných omamných látek.                                           |
| Karosérie vozu je poškozena krupobitím.                              | Škoda na vozidle je způsobena vjetím do povodňové oblasti.                                                     |
| V důsledku nehody je promáčklá karosérie vozu.                       | V důsledku nehody jsou poškozeny pneumatiky.                                                                   |

## Spoluúčast
Havarijní pojištění se sjednává se spoluúčasti oprávněné osoby na škodě. Spoluúčastí se pak rozumí částka, kterou se oprávněná osoba podílí na úhradě škody vzniklé pojistnou událostí.

## Asistenční služby
Součástí havarijního pojištění bývají i asistenční služby. Důležité je rozlišovat, které služby vám asistenční služba zdarma proplatí a které jenom zprostředkuje. Mezi běžné služby patří:
- odtah vozidla
- vyproštění vozidla
- oprava vozidla na místě
- úschova nepojízdného vozidla
- náhradní doprava domů, nebo do cíle cesty
- ubytování pro posádku vozidla

Jedná se o řadu nadstandardních služeb, které souvisí s pojištěním. Pojišťovny je mají v základní nabídce, nebo je nutné si je zvlášť přiobjednat. Asistenční služby by měly především pomoci řidiči v nouzi. Může se tak jednat například o bezplatnou pomoc technika, bezplatný odtah vozu či zapůjčení nového. Asistenční služba řeší často i přidružené náklady při nehodě, pokud jsou skutečně nezbytné. Rozsah služeb určuje každá pojišťovna individuálně a klient si může vybrat tu, která odpovídá jeho potřebám.